# Asellus aquaticus
Asellus aquaticus är en kräftdjursart som först beskrevs av Carl von Linné 1758.  Asellus aquaticus ingår i släktet Asellus och familjen sötvattensgråsuggor. Arten är reproducerande i Sverige.

## Underarter
Arten delas in i följande underarter:
- A. a. messerianus
- A. a. cavernicolus
- A. a. fribergensis
- A. a. longicornis
- A. a. abyssalis
- A. a. carniolicus
- A. a. carsicus
- A. a. cyclobranchialis
- A. a. infernus
- A. a. irregularis